# Pinheyschna waterstoni
Pinheyschna waterstoni – gatunek ważki z rodziny żagnicowatych (Aeshnidae).